# 非阿贝尔代数拓扑
非阿贝尔代数拓扑是代数拓扑的一个分支，主要研究不可交换的高维代数。
许多高维代数结构都不可交换，因此对它们的研究是非阿贝尔范畴论与非阿贝尔代数拓扑（NAAT）的重要组成部分，它们将来自基本群的概念推广到高维。这种多维代数结构发展了基本群的非阿贝尔性质，在更精确的意义上，它们“比群更不阿贝尔”。这些不可交换结构，或更具体地说，非阿贝尔结构要比经典代数拓扑中常见的已知同调、同伦群更准确地反映高维的集合复杂性。
非阿贝尔代数拓扑的一个重要部分详细探讨了同调群和过滤空间。不可交换双广群和双李代数胚是这种非阿贝尔高维结构的第一个例子。非阿贝尔代数拓扑的新方法“能用于确定空间的同伦常量，以及映射的同伦分类，并允许使用经典方法无法获得的结果。”立体omega广群、高维同伦广群、交叉模、交叉复合体及伽罗瓦广群是发展与过滤空间同伦、高维空间结构、基本拓扑理论中拓扑斯E的基本广群、非阿贝尔量子理论、量子引力、拓扑热力学相关的应用的关键概念。这种应用的例子还有如通过基本双广群和时空结构对非交换标准模型进行非交换几何形式化概括，甚至比一些拓扑量子场论和量子引力的非交换几何理论中提出的的拓扑斯或低维非交换时空要更基本。

NAAT的一个基本结果是由. Brown证明的广义高同伦塞弗特-范坎彭定理，其指出“一个拓扑空间的同伦类可用其片断的同伦类上合适的并极限或同伦并极限来计算”。相关的例子是塞弗特-范坎彭定理对于广义范畴中包覆态射（Covering Morphism）的描述。其他关于塞弗特-范坎彭定理的泛化的研究也对2-范畴和拓扑斯的拓扑斯进行了研究 （页面存档备份，存于）。
高维代数的重要结果也是伽罗瓦理论在范畴与可变范畴（或“参数化”范畴）上的推广。对于拓扑斯的Joyal–Tierney代表定理也是伽罗瓦理论的一种推广。
因此，在Benabou的意义上，通过二范畴的索引，这里便也可以包括Joyal–Tierney定理。